# Anna Grodzká
Anna Grodzká (* 16. března 1954 Otwock, Polsko) je polská aktivistka a politička. V roce 2011 se stala historicky první trans ženou zvolenou do polského Sejmu.

## Život
Je absolventkou Varšavské univerzity v oboru klinická psychologie. Byla 10 let ředitelkou a šéfredaktorkou vydavatelství a následně 10 let vedoucí tiskařství. Mimo jiné se také jako majitelka firmy podílela na produkci několika filmových a televizních projektů.
Má jednoho syna. Tranzici podstoupila v roce 2009, po rozvodu se svou bývalou manželkou Grażynou. Její proměna byla filmově zdokumentována televizní stanicí HBO.

## Politické a společenské aktivity
V roce 2008 založila občanské sdružení Trans-Fuzja, které hájí zájmy a práva trans lidí. Ve Varšavě byla místopředsedkyní Komise pro příležitosti a nerovné zacházení. Dále je aktivní v LGBT hnutí.
V parlamentních volbách 2011 kandidovala ve volebním obvodu 13 za Palikotovo hnutí a s 19 451 preferenčními hlasy získala mandát v polském Sejmu. Stala se tím historicky první trans osobou zvolenou do polského parlamentu.